# Pimelodella
Pimelodella är ett släkte av fiskar. Pimelodella ingår i familjen Heptapteridae.

## Dottertaxa tillPimelodella, i alfabetisk ordning[1]
- Pimelodella altipinnis
- Pimelodella australis
- Pimelodella avanhandavae
- Pimelodella boliviana
- Pimelodella boschmai
- Pimelodella brasiliensis
- Pimelodella breviceps
- Pimelodella buckleyi
- Pimelodella chagresi
- Pimelodella chaparae
- Pimelodella conquetaensis
- Pimelodella cristata
- Pimelodella cruxenti
- Pimelodella cyanostigma
- Pimelodella dorseyi
- Pimelodella eigenmanni
- Pimelodella eigenmanniorum
- Pimelodella elongata
- Pimelodella enochi
- Pimelodella eutaenia
- Pimelodella figueroai
- Pimelodella geryi
- Pimelodella gracilis
- Pimelodella griffini
- Pimelodella grisea
- Pimelodella harttii
- Pimelodella hartwelli
- Pimelodella hasemani
- Pimelodella howesi
- Pimelodella ignobilis
- Pimelodella itapicuruensis
- Pimelodella kronei
- Pimelodella lateristriga
- Pimelodella laticeps
- Pimelodella laurenti
- Pimelodella leptosoma
- Pimelodella linami
- Pimelodella longipinnis
- Pimelodella macrocephala
- Pimelodella macturki
- Pimelodella martinezi
- Pimelodella meeki
- Pimelodella megalops
- Pimelodella megalura
- Pimelodella metae
- Pimelodella modestus
- Pimelodella montana
- Pimelodella mucosa
- Pimelodella nigrofasciata
- Pimelodella notomelas
- Pimelodella odynea
- Pimelodella ophthalmica
- Pimelodella pallida
- Pimelodella papariae
- Pimelodella pappenheimi
- Pimelodella parnahybae
- Pimelodella parva
- Pimelodella pectinifer
- Pimelodella peruana
- Pimelodella peruensis
- Pimelodella procera
- Pimelodella rendahli
- Pimelodella reyesi
- Pimelodella robinsoni
- Pimelodella roccae
- Pimelodella rudolphi
- Pimelodella serrata
- Pimelodella spelaea
- Pimelodella steindachneri
- Pimelodella taeniophora
- Pimelodella taenioptera
- Pimelodella tapatapae
- Pimelodella transitoria
- Pimelodella wesselii
- Pimelodella witmeri
- Pimelodella vittata
- Pimelodella wolfi
- Pimelodella yuncensis